# 11370 Nabrown
11370 Nabrown è un asteroide della fascia principale. Scoperto nel 1998, presenta un'orbita caratterizzata da un semiasse maggiore pari a 2,6331234 UA e da un'eccentricità di 0,1039196, inclinata di 0,43966° rispetto all'eclittica.